# Avaí (São Paulo)
Avaí es un municipio del estado de São Paulo, en el Brasil. 

## Topónimo
"Avaí" es un término derivado de la lengua tupí que significa "agua de hombre".

## Geografía
Se localiza a una latitud 22°8′48″ sur y a una longitud 49º19'59" oeste, estando a una altitud de 481 metros. Su población en 2010 era de 4 959 habitantes (Instituto Brasileño de Geografía y Estadística, 2010).

### Demografía
Datos del censo - 2010
Población total: 4959
- Urbana: 3330
- Rural: 1629
- Hombres: 2506
- Mujeres: 2453

Densidad demográfica (hab./km²): 9,15
Mortalidad infantil hasta 1 año (por mil): 19,57
Expectativa de vida (años): 69,36
Tasa de fertilidad (hijos por mujer): 2,64
Tasa de alfabetización: 89,39%
Índice de Desarrollo Humano (IDH-M): 0,748
- IDH-M Salario: 0,669
- IDH-M Longevidad: 0,739
- IDH-M Educación: 0,836

(Fuente: IPEADATA)

### Hidrografía
- Río Batalla
- Río Jacutinga
- Río Batalhinha
- Río Anhumas

## Administración
- Prefecto: Paulo Sergio Rodrigues - PSDB (2009/2012)
- Viceprefecto: Célio de Jesús Belizario - PSDB (2009/2012)
- Presidente de la cámara: Luciano Ioshimasa Ianaguihara - PT (2011/2012)

## Religión
El municipio pertenece a la diócesis de Bauru, teniendo como obispo Don Fray Caetano Ferrari.